# Lista de membros da Academia Nacional de Ciências dos Estados Unidos (ciências da engenharia)
Esta lista é uma subseção da lista de membros da Academia Nacional de Ciências dos Estados Unidos, que inclui aproximadamente 2000 membros e 350 associados estrangeiros da Academia Nacional de Ciências dos Estados Unidos, cada um dos quais sendo afiliado a uma das 31 seções disciplinares. São dados o nome, instituição primária e ano da seleção. Esta lista não inclui membros falecidos.

A designação (d) após o nome significa que o membro faleceu.
| Jan Achenbach          | Universidade Northwestern                                | 1992 |
| Andreas Acrivos        | City College of the City University of New York          | 1991 |
| Zhores Alferov         | Academia de Ciências da Rússia                           | 1990 |
| Neal Amundson          | Universidade de Houston                                  | 1992 |
| Frances Arnold         | Instituto de Tecnologia da Califórnia                    | 2008 |
| Bishnu Atal            | Universidade de Washington                               | 1993 |
| David Auston           | Universidade da Califórnia em Santa Bárbara              | 1991 |
| Zdeněk Bažant          | Universidade Northwestern                                | 2002 |
| Manson Benedict (d)    | Instituto de Tecnologia de Massachusetts                 | 1956 |
| Robert Byron Bird      | Universidade do Wisconsin-Madison                        | 1989 |
| Leonid Brekhovskikh    | Academia de Ciências da Rússia                           | 1991 |
| Howard Brenner         | Instituto de Tecnologia de Massachusetts                 | 2000 |
| William Bridges        | Instituto de Tecnologia da Califórnia                    | 1981 |
| Norman Brooks          | Instituto de Tecnologia da Califórnia                    | 1981 |
| Harold Brown           | Center for Strategic and International Studies           | 1977 |
| Robert A. Brown        | Universidade de Boston                                   | 2001 |
| Walter Brown           | Lehigh University                                        | 1986 |
| Arthur E. Bryson       | Universidade Stanford                                    | 1973 |
| Robert Byer            | Universidade Stanford                                    | 2000 |
| Federico Capasso       | Universidade Harvard                                     | 1995 |
| Sallie Chisholm        | Instituto de Tecnologia de Massachusetts                 | 2003 |
| Alfred Yi Cho          | Bell Labs                                                | 1985 |
| Marvin Chodorow (d)    | Universidade Stanford                                    | 1971 |
| Ray Clough             | Independent Consultant                                   | 1979 |
| Stephen Crandall       | Instituto de Tecnologia de Massachusetts                 | 1993 |
| Stephen H. Davis       | Universidade Northwestern                                | 2004 |
| Don Deere              | Independent Consultant                                   | 1971 |
| Anthony DeMaria        | Coherent - DEOS, LLC                                     | 1997 |
| Mildred Dresselhaus    | Instituto de Tecnologia de Massachusetts                 | 1985 |
| Charles B. Duke        | Xerox Corporation                                        | 2001 |
| Floyd Dunn             | Universidade de Illinois em Urbana-Champaign             | 1990 |
| Leo Esaki              | Science and Technology Promotion Foundation of Ibaraki   | 1976 |
| T. Kenneth Fowler      | Universidade da Califórnia em Berkeley                   | 1987 |
| L. B. Freund           | Brown University                                         | 1997 |
| Yuan-Cheng Fung        | Universidade da Califórnia em San Diego                  | 1992 |
| James F. Gibbons       | Universidade Stanford                                    | 1985 |
| James Gordon           | Lucent Technologies                                      | 1988 |
| Roy Gould              | Instituto de Tecnologia da Califórnia                    | 1974 |
| Thomas Hanratty        | Universidade de Illinois em Urbana-Champaign             | 1999 |
| Cyril Harris           | Columbia University                                      | 1980 |
| Stephen Harris         | Universidade Stanford                                    | 1981 |
| William Hawthorne (d)  | Instituto de Tecnologia de Massachusetts                 | 1965 |
| Karl Hess              | Universidade de Illinois em Urbana-Champaign             | 2003 |
| Nick Holonyak          | Universidade de Illinois em Urbana-Champaign             | 1984 |
| George Housner (d)     | Instituto de Tecnologia da Califórnia                    | 1972 |
| Thomas J.R. Hughes     | Universidade do Texas em Austin                          | 2009 |
| John W. Hutchinson     | Universidade Harvard                                     | 1990 |
| Erich Ippen            | Instituto de Tecnologia de Massachusetts                 | 1985 |
| Jacob Israelachvili    | Universidade da Califórnia em Santa Bárbara              | 2004 |
| Daniel Joseph          | Universidade de Minnesota                                | 1991 |
| Wolfgang Kaiser        | Universidade Técnica de Munique                          | 1989 |
| Herwig Kogelnik        | Bell Laboratories, Lucent Technologies                   | 1994 |
| Johanna Levelt Sengers | National Institute of Standards and Technology           | 1996 |
| Edwin Lightfoot        | Universidade do Wisconsin-Madison                        | 1995 |
| Robert W. Mann         | Instituto de Tecnologia de Massachusetts                 | 1982 |
| Frank Marble           | Instituto de Tecnologia da Califórnia                    | 1989 |
| Max Mathews (d)        | Universidade Stanford                                    | 1975 |
| Kenneth McKay          | AT&T Corporation                                         | 1976 |
| Carver Mead            | Instituto de Tecnologia da Califórnia                    | 1989 |
| James Mitchell         | Virginia Polytechnic Institute and State University      | 1998 |
| John Moll              | Hewlett-Packard Company                                  | 1986 |
| Roddam Narasimha       | Jawaharlal Nehru Centre for Advanced Scientific Research | 2000 |
| William Nix            | Universidade Stanford                                    | 2003 |
| Morton Panish          | AT&T Corporation                                         | 1987 |
| C. Kumar Patel         | Pranalytica, Inc.                                        | 1974 |
| Michael Phelps         | Universidade da Califórnia em Los Angeles                | 1999 |
| John Prausnitz         | Universidade da Califórnia em Berkeley                   | 1973 |
| Ronald Probstein       | Instituto de Tecnologia de Massachusetts                 | 1999 |
| Allen Puckett          | Hughes Electronics Corporation                           | 1974 |
| Calvin Quate           | Universidade Stanford                                    | 1975 |
| Simon Ramo             | TRW Inc.                                                 | 1973 |
| Anatol Roshko          | Instituto de Tecnologia da Califórnia                    | 2002 |
| Ian Munro Ross         | AT&T Corporation                                         | 1982 |
| John Lucian Savage (d) | U.S. Bureau of Reclamation                               | 1949 |
| William Schowalter     | Universidade de Princeton                                | 1998 |
| Marlan Scully          | Texas A&M University-College Station                     | 2001 |
| Charles Shank          | Universidade da Califórnia em Berkeley                   | 1984 |
| Anthony Siegman (d)    | Universidade Stanford                                    | 1988 |
| Kenneth N. Stevens     | Instituto de Tecnologia de Massachusetts                 | 1998 |
| Guyford Stever (d)     | Independent Consultant                                   | 1973 |
| Ping Tien              | Bell Laboratories, Lucent Technologies                   | 1978 |
| Sheldon Weinbaum       | City College of the City University of New York          | 2002 |
| John Roy Whinnery (d)  | Universidade da Califórnia em Berkeley                   | 1972 |
| Dean Wooldridge (d)    | TRW Inc.                                                 | 1969 |
| Eli Yablonovitch       | Universidade da Califórnia em Berkeley                   | 2003 |
| Amnon Yariv            | Instituto de Tecnologia da Califórnia                    | 1991 |